# Altın Gün
Altın Gün (с тур. — «Золотой день») — турецкая психоделическая рок-группа из Амстердама (Нидерланды), играющая анатолийский рок. Группа была основана басистом Джаспером Ферхулстом в 2016 году; басист искал турецких музыкантов. Стиль группы был описан как «психоделический, восточный» с «грязной смесью фанк-ритмов, вау-вау-гитар и аналоговых органов». Группа «Altın Gün» также исполняет рок-каверы на турецкие народные песни. Оба вокалиста группы, Мерве Дашдемир и Эрдинч Эджевит Йылдыз, имеют турецкое происхождение, а остальные четыре участника — голландцы.
Дебютный альбом «On» был выпущен в 2018 году. В 2019 году вышел альбом «Gece», который был номинирован на 62-ю ежегодную премию «Грэмми» (2019) в категории «Лучший альбом мировой музыки». Первый тур группы по Америке начался в 2019 году.

## Участники
Участниками группы «Altın Gün» являются:
- Джаспер Ферхулст: бас
- Эрдинч Эджевит Йылдыз: вокал, саз, клавиши
- Мерве Дашдемир: вокал, клавишные, перкуссия
- Даниэль Смиенк: ударные
- Крис Брюнинг: перкуссия
- Тийс Эльзинга: гитара

## Дискография

### Альбомы
- 2018 : On
- 2019 : Gece
- 2021 : Yol[10]
- 2021 : Âlem[11]
- 2023 : Aşk[12]

### Синглы
- 2017 : «Goca Dünya» / «Kırşehir’in Gülleri»
- 2018 : «Tatlı Dile Güler Yüze» / «Hababam»
- 2018 : «Cemalim» / «Vay Dünya»
- 2019 : «Süpürgesi Yoncadan»
- 2019 : «Gelin Halayı» / «Dıv Dıv»
- 2020 : «Ordunun Dereleri» / «Bir Of Çeksem»
- 2021 : «Yüce Dağ Başında»
- 2021 : «Kısasa kısas»
- 2022 : «Cips kola kilit» / «Badi Sabah Olmadan»
- 2022 : «Leylim Ley»
- 2023 : «Rakıya Su Katamam»